# Trypanosomiase
 (avril 2024).
Si vous disposez d'ouvrages ou d'articles de référence ou si vous connaissez des sites web de qualité traitant du thème abordé ici, merci de compléter l'article en donnant les références utiles à sa vérifiabilité et en les liant à la section « Notes et références ».
 Mise en garde médicale
Les trypanosomiases sont des infections aux parasites trypanosomes. Les trypanosomiases humaines sont endémiques dans deux régions du monde : l'Afrique et l'Amérique du Sud. Il existe, y compris dans d'autres régions du monde, des trypanosomiases qui touchent d'autres espèces mais qui sont sans danger pour l'homme ; elles peuvent cependant causer d'importants dommages sur les animaux d'élevage.
Elles sont en général transmises par des animaux hématophages : punaises, mouche tsé-tsé en Afrique, vampire (Desmodontinae) en Amérique du Sud.

## Trypanosomiases humaines
- Trypanosomiase humaine africaine : maladie du sommeil. Elle est provoquée par deux sous espèces de Trypanosoma brucei : T. b. rhodesiense et T. b. gambiense[1].
- Trypanosomiase américaine : maladie de Chagas, également nommé mal de Calderas.

## Trypanosomiases animales

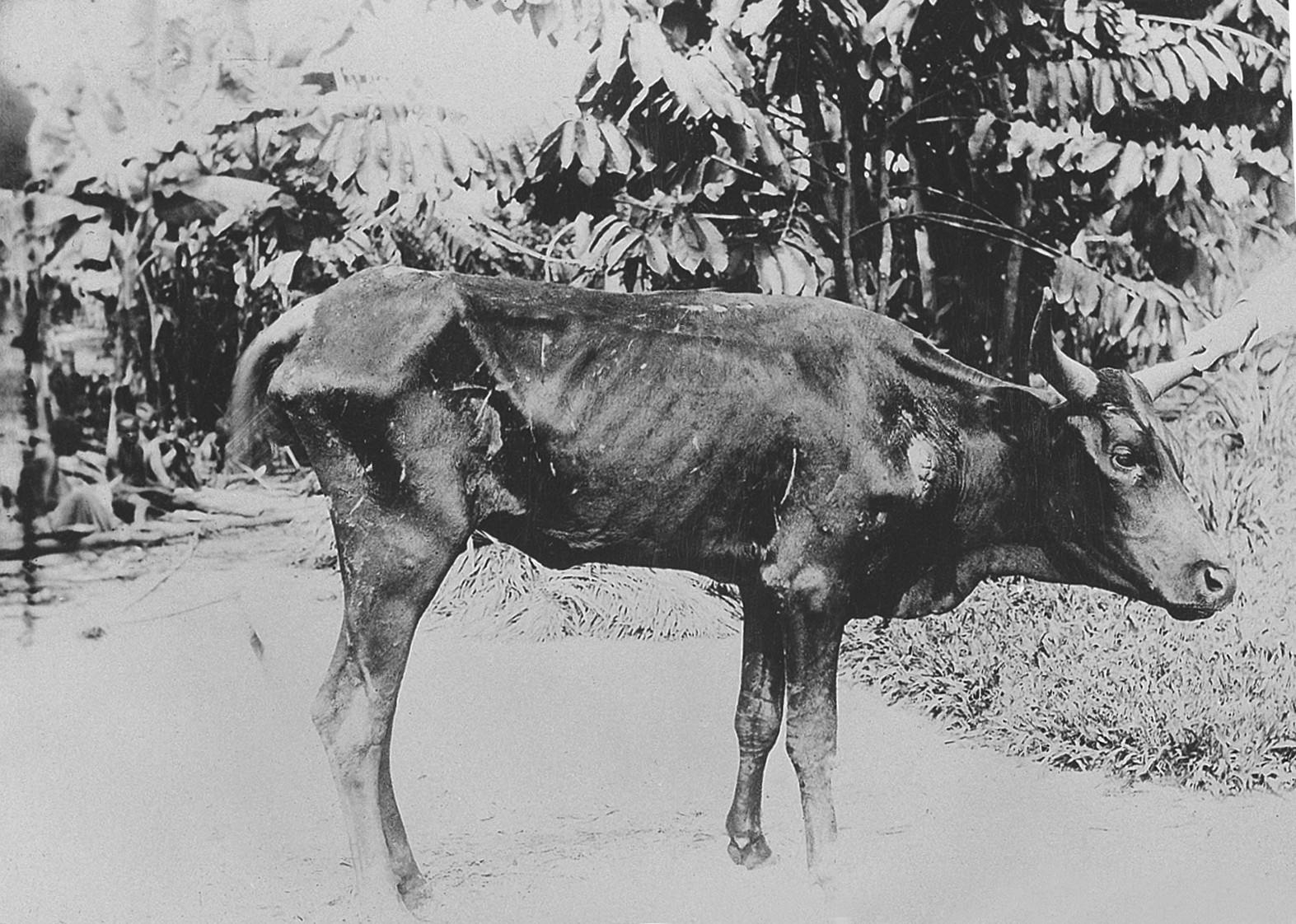
Photographie d'un bœuf atteint d'une trypanosomiase.

- Nagana, n'gana, ou trypanosomiase animale africaine, également appelée Souma ou Soumaya au Soudan. Elle peut être provoquée par les trois sous espèces de Trypanosoma brucei[1].
- Surra, maladie affectant les dromadaires, le bœuf domestique, le cochon, le mouton et la chèvre, et parfois les chats, les chiens et les équidés. Elle peut très rarement affecter l'humain. Elle est provoquée par Trypanosoma evansi. Elle est considérée non pathogénique chez le buffle d'Afrique[2].
- Mal de caderas (Amérique du Sud centrale).
- Murrina de caderas (Panama ; Derrengadera de caderas).
- Dourine (trypanosomiase spécifique des équidés).
- Fièvres cachexiques.
- Mal équin de Gambie (Afrique centrale).
- Baleri (Soudan).
- Kaodzera (trypanosomiase rhodésienne).
- Tahaga (maladie des chameaux en Algérie), appelée aussi mbori, salaf, debab.
- Galziekte, galzietzke (fièvre bilieuse du bétail ; maladie biliaire d'Afrique du Sud).
- Peste-boba (Venezuela ; Derrengadera).

Certaines espèces et races de bétail comme le buffle africain, la Ndama et le Keteku semblent trypanotolérantes et ne souffrent pas de maladie clinique[réf. nécessaire].
Les veaux sont plus résistants que les adultes.

## Traitement
La trypanosomiase humaine africaine se traite avec de la pentamidine, éflornithine, nifurtimox ou fexinidazole. La tripanosomiase  américaine se traite avec du benznidazole ou du nifurtimox.